# Le allegre comari di Windsor
(Falstaff, atto V, scena I)
Le allegre comari di Windsor (The Merry Wives of Windsor) è una commedia in cinque atti del drammaturgo inglese William Shakespeare. La data di stesura è incerta, e può essere collocata tra il 1599 e il 1601, anche se tradizionalmente la si antepone al 1597. I primi riferimenti sulla pubblicazione risalgono al 1602.

## Trama

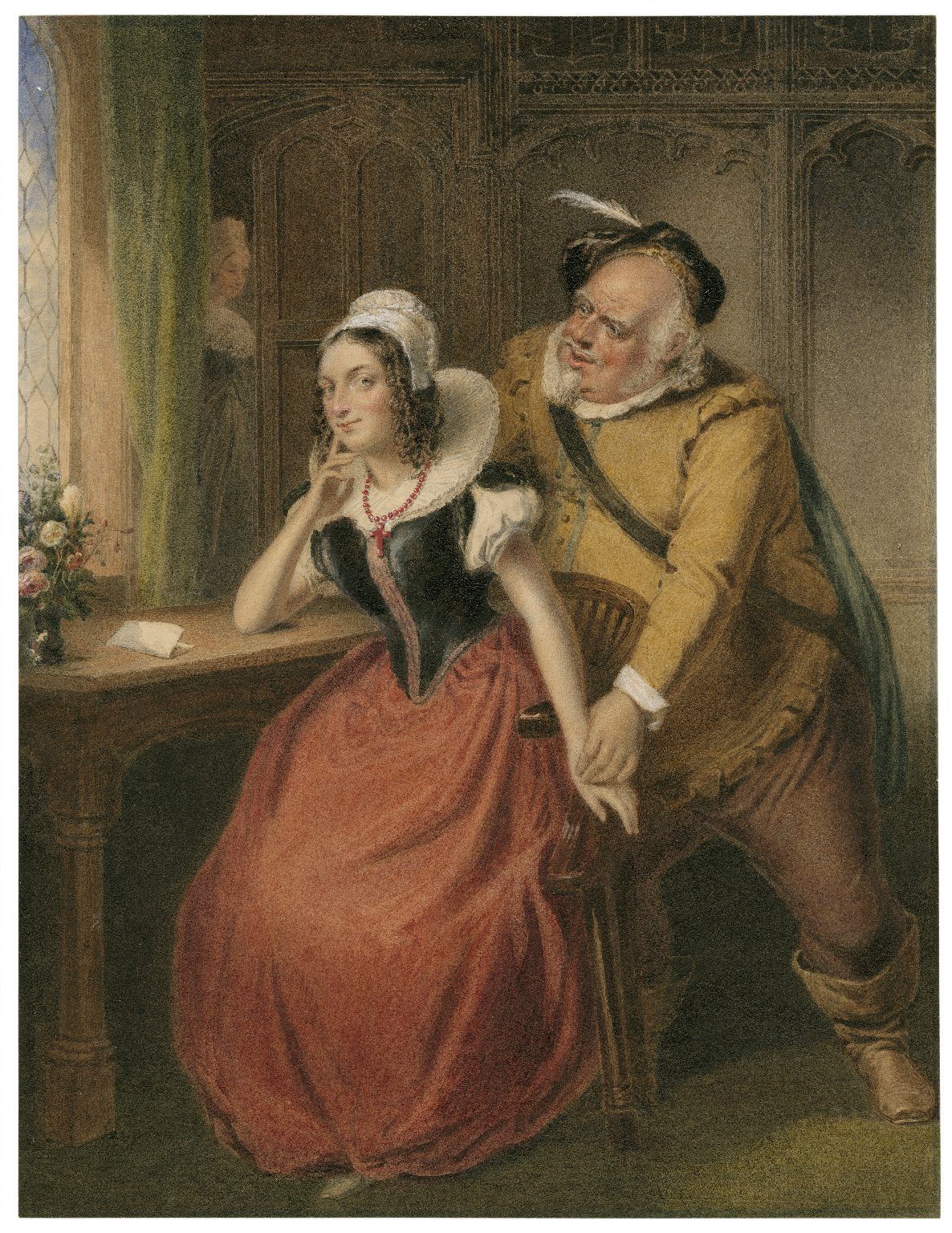
Falstaff corteggia la signora Ford

Falstaff, a corto di denaro, decide di corteggiare due ricche donne sposate, la signora Ford e la signora Page, inviando loro due identiche lettere d'amore. Lo scopo dell'uomo è quello di arrivare al denaro posseduto dalle due signore. Il signor Ford è geloso ed è impaurito dal fatto di poter essere tradito dalla consorte. La signora Page ha una figlia, Anne, che vuole maritarsi ed è questo il motivo di contrasto con suo marito: lo sposo da scegliere. Ad Anne i suoi genitori non danno la possibilità di scegliere il proprio marito perché il signor Page vuole che sposi Slender, mentre la signora Page preferisce il dottor Cajus. In realtà Anna ama un giovane di nome Fenton. Nel frattempo Nym e Pistol, i servi di Falstaff che lui stesso aveva allontanato, avvertono i due mariti delle lettere.
Le due donne, dopo avere ricevuto le lettere, scoprono che sono identiche e si mettono d'accordo su come vendicarsi contro Falstaff. Decidono quindi di invitarlo a casa della signora Ford. Così mandano Madama Quickly, loro amica, che rassicura Falstaff dicendogli che le due donne avevano ricevuto le lettere e lo volevano invitare quando i loro mariti non erano presenti.
Successivamente il signor Ford, travestito e col nome di Brook, si reca da Falstaff fingendo di essere innamorato della signora Ford ma di non riuscire a conquistarla. Dietro la promessa di una corposa somma di denaro, Falstaff promette a Brook di conquistare la signora per lui e poi lasciargliela.

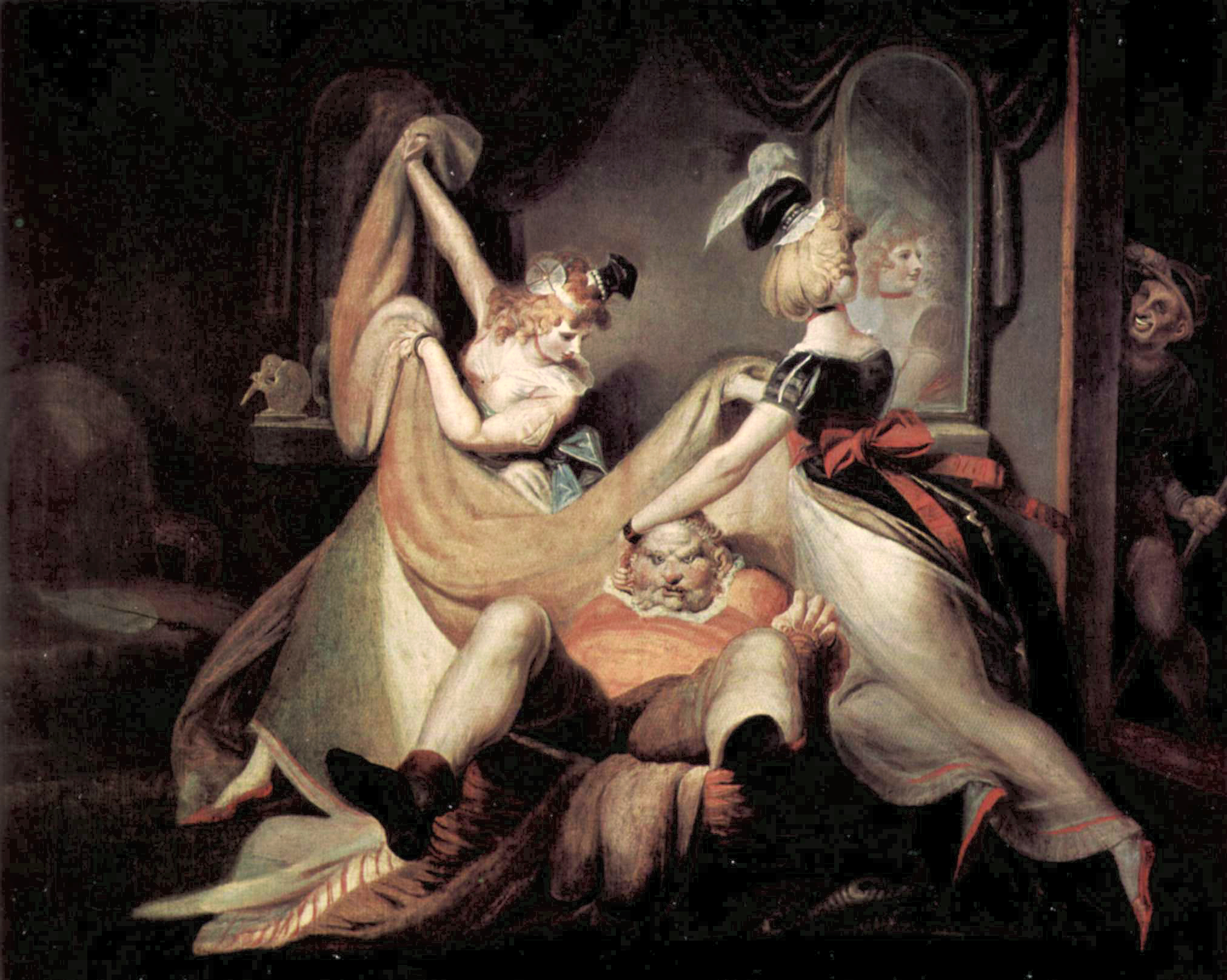
Falstaff nella cesta dei panni sporchi (Henry Fuseli, 1792)

All'improvviso, durante l'incontro tra Falstaff e la signora Ford, sopraggiunge insieme ad alcuni amici il marito, che era a conoscenza dell'appuntamento fra i due. Subito Falstaff è fatto nascondere nella cesta dei panni sporchi che poi viene portata presso il Tamigi e gettata nel fiume con tutto il suo contenuto.
Brook si reca nuovamente da Falstaff che gli narra l'accaduto e lo informa di un nuovo appuntamento con la signora Ford.
Durante questo secondo incontro sopraggiunge nuovamente il signor Ford con gli amici. Questa volta Falstaff rifiuta di farsi nascondere nella cesta dei panni sporchi e viene convinto a travestirsi da donna grassa fingendo di essere la zia della cameriera della signora Ford. Ancora una volta il signor Ford cerca di sorprendere la moglie ma finisce per battere Falstaff travestito che infine è gettato fuori di casa livido e pesto.
Dopo questo episodio la signora Ford e la signora Page raccontano i fatti ai loro mariti e, insieme, decidono di umiliare Falstaff di fronte all'intera cittadina. Falstaff è invitato a vestirsi da cacciatore per un incontro nella foresta di Windsor. Page e la figlia Anne, insieme ad alcuni bambini, si vestono da folletti per tormentare Falstaff. Il signor Page e la moglie vorrebbero entrambi far rapire Anne dal loro rispettivo favorito affinché si sposino: Anne tuttavia avverte Fenton che, ingannando entrambi i genitori, riuscirà a sposarla.
Appena l'incontro ha luogo i folletti si scatenano contro Falstaff mentre Slender, Cajus e Fenton rapiscono quelle che dovrebbero essere le loro mogli. Infine i presenti rivelano a Falstaff le loro identità.
Falstaff è imbarazzato ma non si dispera perché si rende conto di aver meritato le burle. Il signor Ford pretende indietro i soldi che gli aveva versato e inoltre si impadronisce del cavallo di Falstaff come ricompensa. Slender e Cajus si lamentano di essere stati ingannati perché Anne è stata sostituita con dei ragazzi (Cajus ha veramente sposato quello che è toccato a lui). Fenton e Anne raccontano di essere innamorati e di essersi sposati. Infine tutti si allontanano per festeggiare e lo stesso Falstaff viene invitato.

## Origini

### Fonti
Nella seconda novella della prima giornata della raccolta trecentesca Il Pecorone di ser Giovanni Fiorentino, lo studente Bucciuolo seduce la moglie del maestro, a cui ha chiesto d'insegnargli «che modo si tiene d'innamorarsi». Gli inganni messi in opera dalla moglie per nascondere l'amante, compresa l'occultazione nel bucato, vengono ripresi da Shakespeare per tratteggiare la trama principale. Il maestro geloso è il prototipo del personaggio di Ford, il quale, travestito, si informa da Falstaff su come stia procedendo il suo corteggiamento nei confronti della propria moglie.

### Struttura e stampa b

#### Elementi per una datazione
L'opera sarebbe stata scritta, secondo la tradizione, per venire incontro al volere della regina Elisabetta, desiderosa di rivedere sulla scena il personaggio delle due parti dell'Enrico IV, sir Falstaff, tanto da ordinarne la composizione entro quattordici giorni. Questa leggenda ha origine dalle affermazioni di John Dennis del 1702, in occasione della pubblicazione di un suo adattamento dell'opera (The comical gallant, or, The amours of Sir John Falstaffe) e ribadita da Nicholas Rowe nel 1709 nella sua Life of Shakespeare, in cui aggiunse che la regina «ordinò di continuare le vicende di Falstaff con un altro dramma, e di mostrarlo innamorato». Questa idea non è però totalmente accettata dalla critica contemporanea.
Secondo studi novecenteschi, a partire da Shakespeare versus Shallow di Leslie Hotson, si affermò infatti un'altra ipotesi per motivare la fretta con cui la commedia sarebbe stata composta: alcune allusioni all'Ordine della Giarrettiera, contenute nel testo, indicherebbero come probabile data per la prima rappresentazione l'aprile del 1597, giusto un mese prima dell'installazione del consiglio dei Cavalieri dell'ordine a Windsor. Se fosse così, l'opera sarebbe stata commissionata per essere rappresentata in occasione della partecipazione della regina alla Festa della Giarrettiera il 23 aprile di quell'anno.
Tuttavia, la forma dell'opera (per la maggior parte in prosa) e numerosi altri dettagli contrastano con la natura degli intrattenimenti organizzati dai Chamberlain's Men in occasioni simili, solitamente brevi masque in versi. Alcuni personaggi sono ripresi da drammi storici composti tra il 1598 e il 1599. Inoltre il personaggio di Sir Hugh Evans, il parroco gallese, fu verosimilmente creato per Robert Armin, clown dallo spiccato accento gallese ed entrato a far parte della compagnia solo nel 1599. È possibile quindi che la commedia sia stata scritta utilizzando quel breve intrattenimento unicamente come traccia, e che quindi la vera e propria composizione dell'opera sia successiva. Secondo questa teoria, la composizione originale comprendeva unicamente alcune scene d'amore e la mascherata della "regina delle fate", scene poi incorporate nella versione definitiva.
In base a queste considerazioni, e tenendo presente che la prima registrazione del testo avvenne nelle prime settimane del 1602, la data di composizione maggiormente accreditata si colloca in un intervallo temporale compreso tra il 1599 e il 1601.

#### Trasmissione del testo

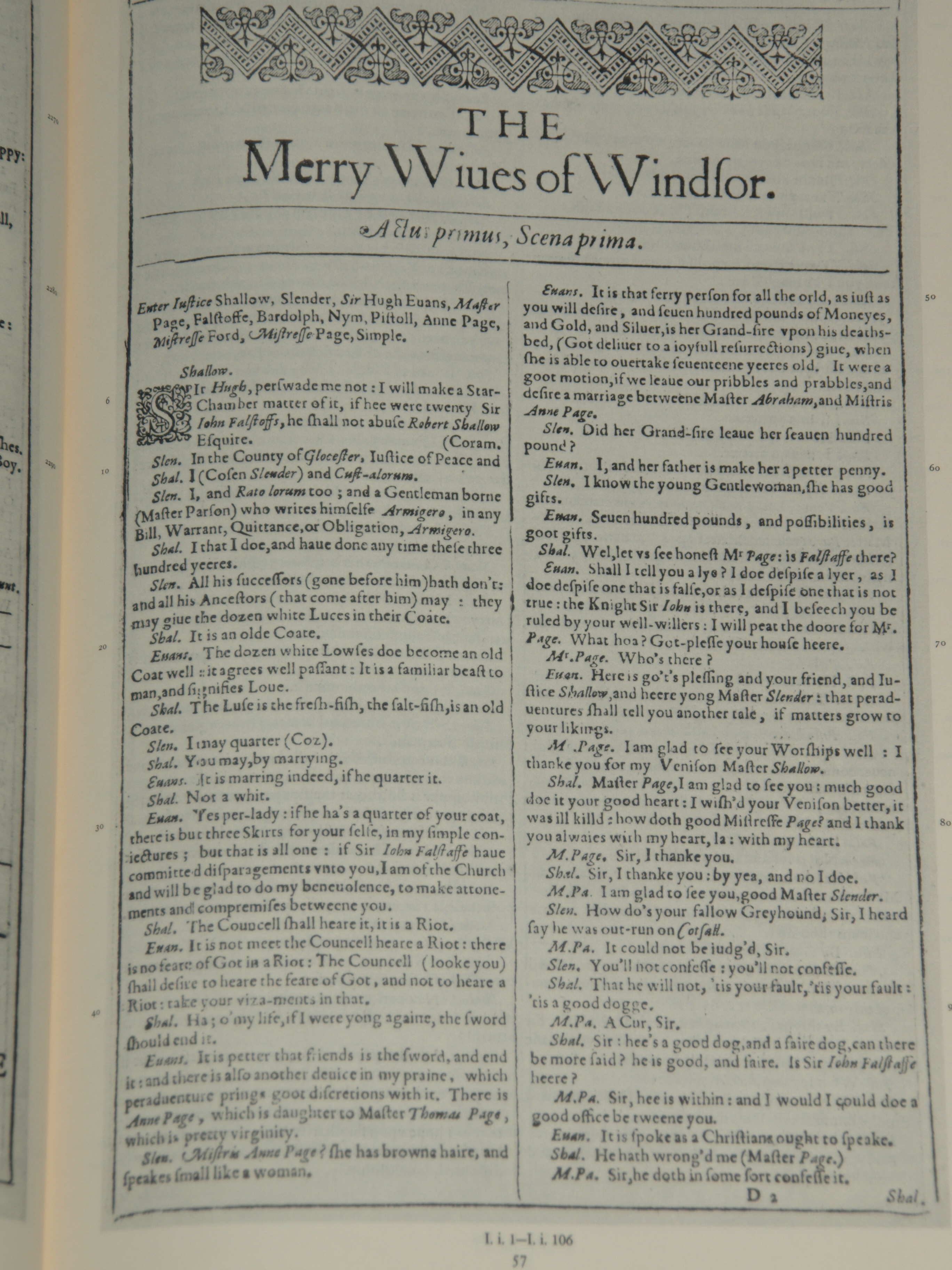
The Merry Wives of Windsor nel first folio.

La data di registrazione ad opera di John Busby nello Stationers' Register, dove venivano annotate e approvate le nuove opere in corso di pubblicazione, è il 18 gennaio 1602 con la dicitura The Merry Wives of Windsor ‘hath bene diuers times acted by the Right Honorable my Lord Chamberlaines seruants. Both before her Maiestie, and else-where’. In quell'anno, infatti, fu pubblicata una prima edizione in-quarto (detta anche Bad Quarto o Q1) sulla base di una parziale, e alquanto approssimativa trascrizione ad opera di uno spettatore o di un attore. Anche la seconda edizione (Q2), edita da William Jaggard, riprende la stessa trascrizione non autorizzata, riproducendone errori e omissioni.
Solo nel 1623 nella prima edizione in-folio la commedia appare nella sua forma integrale (di lunghezza quasi doppia delle precedenti), basandosi sul copione accuratamente trascritto da Ralph Crane e da lui suddiviso in atti e scene.

## Rappresentazioni e adattamenti
La commedia è stata rappresentata numerose volte.

### Musica

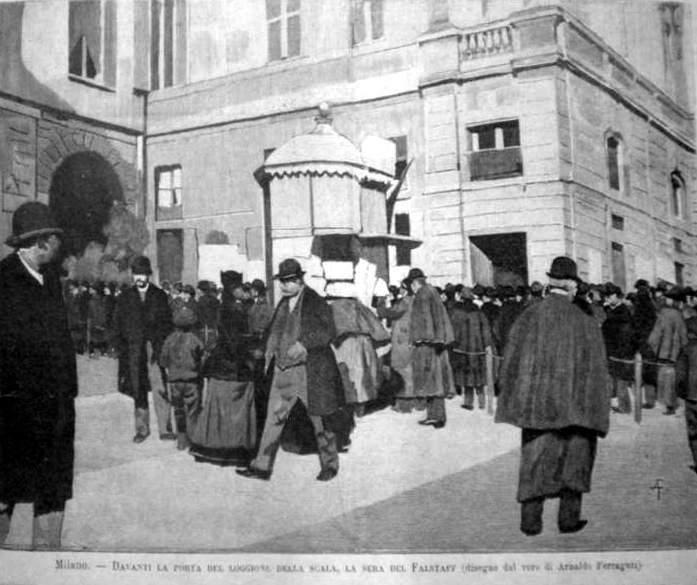
1893: Coda davanti alla porta d'ingresso al loggione del Teatro alla Scala di Milano, la sera della prima assoluta del Falstaff di Giuseppe Verdi.

Diverse libretti operistici sono stati ispirati dalla commedia: essi, però, hanno ripreso per la maggior parte il titolo dal personaggio Falstaff. Tra questi vi sono il Falstaff di Antonio Salieri, dramma giocoso del 1799 su libretto di Carlo Prospero Defranceschi che fu rappresentato per la prima volta al Teatro di Porta Carinzia di Vienna il 3 gennaio 1799. Il componimento è ricordato anche col nome di Falstaff, ossia le tre burle.
Un'altra opera è il Falstaff di Michael William Balfe (1838).
Il 9 marzo 1849 trovò rappresentazione a Berlino un Singspiel di Otto Nicolai su libretto di Hermann Salomon Mosenthal, Die lustigen Weiber von Windsor.
Adolphe-Charles Adam compose un'opera comica in un atto unico titolata anch'essa Falstaff, su libretto di Adolphe de Leuven e Jules Henri Vernoy de Saint-Georges, rappresentata il 18 gennaio 1856 al Théâtre Lyrique di Parigi.
Successivo è il Falstaff di Giuseppe Verdi, opera su libretto di Arrigo Boito, che deve parte della trama anche all'Enrico IV, parte I di Shakespeare, in cui il personaggio figura tra i protagonisti. La prima ebbe luogo il 9 febbraio 1893 al Teatro alla Scala di Milano.
Edward Elgar compose uno studio sinfonico nel 1913 dal titolo Falstaff. Sempre ispirato alla commedia shakespeariana è il Sir John in Love del britannico Ralph Vaughan Williams, che dell'opera fu compositore e librettista: la prima avvenne al Royal College of Music di Londra il 21 marzo 1929, ma fu in seguito ripresa sui palcoscenici internazionali.

### Cinema
Nel 1965 Orson Welles diresse Campanadas a medianoche, conosciuto anche col titolo Falstaff, nel quale il regista interpreta anche il celebre personaggio shakespeariano.

### Reinterpretazioni teatrali
Nelle stagioni teatrali 2023/2024 italiane viene proposto Falstaff a Windsor, uno spettacolo liberamente tratto da Le allegre comari di Windsor di William Shakespeare, con adattamento e regia di Ugo Chiti, con Alessandro Benvenuti nel ruolo di Falstaff. In questo adattamento vengono rimossi alcuni intrecci secondari, viene rimaneggiato il ruolo del paggio di Falstaff, ed è presente un deciso cambio di atmosfera nel finale.